# دول کلان
دول کلان، روستایی در دهستان بیجنوند از توابع بخش زاگرس در شهرستان چرداول در استان ایلام کشور ایران است. این روستا در جوار روستای زیرتنگ بیجنوند می باشد که به مرور زمان با ساخت و ساز بیشتر، بخشی از این روستا شده است.

## جمعیت
این روستا در دهستان بیجنوند قرار دارد و براساس سرشماری مرکز آمار ایران در سال ۱۳۸۵، جمعیت آن ۱۱۲ نفر (۲۳خانوار) بوده‌است.